# ابرسچینفلد
ابرسچینفلد (به آلمانی: Oberscheinfeld) یک شهر در آلمان است که در نوی‌شتات واقع شده‌است.

## خصوصیات
ابرسچینفلد ۴۲٫۲۷ کیلومترمربع مساحت دارد ۳۳۱ متر بالاتر از سطح دریا واقع شده‌است.